# 10 ق هـ
10 ق هـ هي السنة العاشرة السابقة للهجرة النبوية، وهي الفترة الممتدة تقريبًا من 31 أكتوبر 612 إلى 20 أكتوبر 613م.

## أحداث
نزول آيات القرآن الكريم التي تأمر النبي محمد بالجهر بدعوته وهي ﴿فَاصْدَعْ بِمَا تُؤْمَرُ وَأَعْرِضْ عَنِ الْمُشْرِكِينَ ۝٩٤﴾ [الحجر:94]

## مواليد
- أنس بن مالك صحابي وخادم الرسول.
- خليد بن قرة التميمي أمير خراسان في زمن الخليفة علي بن أبي طالب.
- الأشهب بن رميلة التميمي شاعر وفارس مخضرم.
- عبد الرحمن بن أبي سبرة صحابي شارك في معركة كربلاء
- عبد الله بن عمر بن الخطاب، صحابي مُحدث وابن الخليفة عمر بن الخطاب.

## وفيات
- الحارث بن أبي هالة صحابي وربيب الرسول صل الله عليه وسلم.